# Subgrup de la bornhardtita
El subgrup de la bornhardtita és un subgrup de minerals de la classe dels sulfurs que cristal·litzen en el sistema isomètric. Aquest subgrup forma part del grup de la selenioespinel·la. Està format per dues espècies minerals, dos selenurs: la bornhardtita, que és l'espècie que dona nom al grup, i la trüstedtita.
| Espècie      | Fórmula       |
| ------------ | ------------- |
| Bornhardtita | Co2+Co3+ 2Se₄ |
| Trüstedtita  | Ni₃Se₄        |

Segons la classificació de Nickel-Strunz els dos minerals pertanyen a "02.D - Sulfurs metàl·lics, amb proporció M:S = 3:4» juntament amb els següents minerals: carrol·lita, cuproiridsita, cuprorhodsita, daubreelita, fletcherita, florensovita, greigita, indita, kalininita, linneïta, malanita, polidimita, siegenita, tyrrel·lita, violarita, xingzhongita, ferrorhodsita, cadmoindita, cuprokalininita, rodoestannita, toyohaïta, brezinaïta, heideïta, inaglyita, konderita i kingstonita.
Cap d'aquests minerals ha estat trobat als territoris de parla catalana.